# کاراگانلی
کاراگانلی (به لاتین: Karaganly) یک منطقه مسکونی در جمهوری آذربایجان است که در شهرستان آق‌سو واقع شده است.